# خوآن مارتین
خوآن مارتین (به اسپانیایی: Juan Martín) (زادروز ۱۹۴۸) نویسنده و نوازنده گیتار فلامنکو اهل مالاگا در اسپانیا است. وی یکی از بزرگترین گیتاریستهای سبک فلامنکو معاصر محسوب می‌شود؛ مجله معتبر Guitar Player در دو سال متوالی او را به عنوان نوازندهٔ برتر گیتار فلامنکو انتخاب کرد.
وی در جریان اولین شب بیست و پنجمین جشنواره موسیقی فجر در سال ۱۳۸۸ در تالار وزارت کشور تهران به اجرای کنسرت پرداخت.
کتاب‌های خوان مارتین در زمینه آموزش گیتار فلامنکو در ایران از طرفداران بسیار برخوردار است و بسیاری از اساتید، از متد آموزشی وی استفاده می‌کنند.

## بیوگرافی
خوان کریستو بال مارتین متولد ۱۹۴۸ مالاگا اسپانیا می‌باشد. وی فراگیری گیتار را از سن ۶ سالگی آغاز کرد. در ابتدای سنین ۲۰ سالگی به مادرید نقل مکان کرد و فراگیری را زیر نظر اساتیدی همچون پاکو دلوسیا و نینو ریکاردو شروع کرد. او نوازنده کلوپ‌های مالاگا مادرید و گرانادا شد. به زودی به لندن نقل مکان کرد و بزرگترین پیشرفتش در زمینه نوازندگی در آنجا حاصل شد. «هلن مارتین» همسر این نوازنده، مدیریت برنامه‌های او را نیز به عهده دارد.

## کنسرت در تهران
این نوازنده شهیر گیتار فلامنکو برای اجرای برنامه در تهران و شیراز به ایران آمد. شش روز اجرای پشت سرهم در دو شهر، و برگزاری کلاس‌های آموزشی، دست‌آورد این سفر بود. وی در این خصوص گفت: در طول این روزها، متوجه شدم که تماشاگران ایرانی بسیار علاقه‌مند و تشنه شنیدن موسیقی هستند.